# Арјен Робен
Арјен Робен (хол. Arjen Robben; Бедум, 23. јануар 1984) je бивши холандски фудбалер. Играо је на позицији крилног нападача.
Робен је први пут дошао до изражаја у Гронингену, за који је био играч године у сезони Ередивисие 2000/01 . Две године касније потписао је за ПСВ, где је постао млади играч године Холандије и освојио титулу Ередивизије. Следеће сезоне Робенов потпис су тражили водећи клубови, и након дуготрајних преговора о трансферу, придружио се Челсију 2004. Робенов деби у Челсију је одложен због повреде, али по опоравку помогао је Челсију да донесе кући две узастопне титуле у Премијер лиги, а био је и играч месеца Премијер лиге у новембру 2005. После треће сезоне у Енглеској која је била испрекидана повредом, Робен је потписао за Реал Мадрид у трансферу вредном 35 милиона евра.
У августу 2009, Робен је прешао у Бајерн Минхен за око 25 евра милиона. У својој првој сезони у Минхену, Бајерн је освојио титулу првака, Робенова пета лигашка титула у последњих осам година. Робен је постигао победоносни гол у финалу УЕФА Лиге шампиона 2013. и проглашен је за тим сезоне. Године 2014. проглашен је за ФИФПро Свет КСИ и УЕФА тим године, и за четврто место Златне лопте. У Немачкој је освојио 20 трофеја, укључујући осам титула у Бундеслиги и пет Купова Немачке у фудбалу. Током свог дугог боравка у Бајерну, Робен је такође био познат по спортском партнерству са колегом Франком Риберијем – заједно су их звали надимком Пљачка. 15. јула 2021. Робен је објавио да се повлачи из професионалног фудбала.
Робен је почео у финалу ФИФА Светског првенства 2010, које је Холандија изгубила од Шпаније. Наступао је на УЕФА европским првенствима 2004, 2008. и 2012. и на светским првенствима 2006, 2010. и 2014. године . У последњем, освојио је Бронзану лопту и био је уврштен у Ол-Стар тим.

## Младост
Робен је рођен у Бедуму, у североисточној Холандији. Од раног детињства почео је да се бави фудбалом. Робенова вештина у контроли лопте и техничком раду ногу учинила га је вредним играчем, а убрзо га је потписао регионални клуб ФЦ Гронинген. Овде је развио свој препознатљив стил сечења са десне на леву ногу да би постигао неке прилично спектакуларне голове.

## Каријера

### Гронинген
Робен је своју професионалну фудбалску каријеру почео у Гронингену 2001. године. За тај тим наступао је једну сезону након које одлази у далеко познатији ПСВ Ајндховен. Одличне партије препоручују га Челсију који откупљује његов уговор за 18 милиона евра. За Челси је наступао од 2004. од 2006. и освојио оба наслова шампиона државе у том периоду. Августа 2007. године Реал Мадрид га доводи у своје редове за 35 милиона евра. За овај тим је дебитовао против Вердер Бремена у Лиги шампиона. У првој сезони проведеној у клубу освојио је Примеру што је била његова четврта титула шампиона државе у шест година. Доласком Каке и Кристијана Роналда у мадридски клуб, губи место у првом тиму и одлучује се за прелазак у Бајерн Минхен 2009. године.
У јулу 2019. је објавио крај играчке каријере. Средином 2020. потписао је уговор за холандски Гронинген.

### ПСВ
Током своје прве сезоне за ПСВ, у сезони 2002–03, Робен је одиграо 33 утакмица и постигао 12 голова. Проглашен је за „саиграча године ПСВ-а“ заједно са нападачем Матејом Кежманом, са којим је склопио нападачки партнерски однос, којег навијачи ПСВ-а још увек радо називају „Бетмен и Робен“. Помогао је да ПСВ доведе до њихове 17. титуле у Холандији и освојио награду за талентованог играча године. После овог доброг старта, ПСВ није могао да прати ривала Ајакс и био је приморан да се бори за друго место у Ередивизији. Робен је отпутовао у Лондон и састао се са тренером Манчестер јунајтеда сер Алексом Фергусоном. Фергусонова понуда је била превише ниска за ПСВ и Робенов укус; власник Челсија Роман Абрамович убрзо је понудиое 18 милиона евра а ПСВ је прихватио. Остатак сезоне са ПСВ-ом био је разочаравајући: два пута је повредио тетиву и пропустио неколико утакмица. До краја сезоне, Робен је постигао пет голова у 23 меча.

### Челзи
Робен је дебитовао за Челси тек у новембру 2004. године, пошто се повредио у предсезонском пријатељском мечу против Роме, сломивши метатарзалну кост у десном стопалу у изазову Оливијеа Дакура. За то време рекао је клупским лекарима да је приметио непознату израслину на једном од тестиса. Медицински тим је брзо урадио тестове како би проверио да ли има рака тестиса, али утврђено је да је здрав.
Робен се показао као кључни играч за сезону 2004/05 ; новембра 2004. добио је награду за најбољег играча у Премијер лиги. Робен је завршио сезону 2004–05 са седам постигнутих голова, што је био његов други највећи професионални укупни резултат. Био је у ужем избору за најбољег младог играча године ПФА, али га је победио Вејн Руни из Манчестер јунајтеда. Робен се тешко повредио у мечу Премијер лиге на гостовању Блекбурн Роверсу и био је приморан да одустане од финала Купа фудбалске лиге 2005. године, Челсија за титулу и пласман у полуфинале УЕФА Лиге шампиона. Да се вратим у кондицију за сезону 2005/06, Робен је био саставни део левог крила Челсија. У 28 У мечевима, Робен је дао шест голова док је Челси освојио друго узастопно првенство Премијер лиге, прве узастопне титуле за клуб из западног Лондона.
Робен је касније проглашен за најбољег играча утакмице 23. децембра 2006. против ФК Виган Атлетика, меча у којем је добио две асистенције и победоносни гол.
Робену је нанета још једна повреда на утакмици против Ливерпула 20. јануара 2007. Робен се вратио у победи од 3-0 против Мидлзброа у фебруару, ударцем који је одбио Марка Шварцера и постигао аутогол Абела Ксавијеа. Ушао је као замена за Клода Макелелеа у финалу Лига купа 2007. против Арсенала и поставио победнички гол Дидијеу Дрогби. Робен је постигао гол у другом колу Лиге шампиона против Порта, што је довело до победе Челсија. Крајем марта 2007. Робен је подвргнут операцији колена након што је задобио повреду колена по повратку са међународне дужности за коју се очекивало да ће бити искључен најмање четири недеље. За Челси је одиграо само још два наступа, оба су била замена и оба су се показала као кључне утакмице за клуб. Његов први наступ од повратка након повреде био је против Ливерпула у реванш утакмици полуфинала Лиге шампиона која је ишла на пенале. Робен је наставио да му је пенал одбранио Пепе Реина, а Челси је на крају изгубио.
Робенов последњи наступ за клуб дошао је против Манчестер јунајтеда у финалу ФА купа 2007 . Робен је заменио Џоа Кола на полувремену, али је потом заменио Ешлија Кола у продужецима пошто је Челси изашао као победник. Шпански клуб Реал Мадрид био је заинтересован за двојицу Челсијевих играча. Тадашњи менаџер Бернард Шустер је наводно тражио Михаела Балака, док је познато да је тадашњи председник Реал Мадрида Рамон Калдерон фаворизовао Робена. Робен је рекао новинарима шпанског листа АС: „Не знам када ће бити постигнут договор. Желео бих да пошаљем поруку навијачима Мадрида, али не могу док се моја будућност не среди.“

### Репрезентација
За сениорску репрезентацију Холандије је одиграо 96 утакмица и постигао 37 голова.
Дебитовао је 2003. године против Чешке. Био је члан екипе која је наступала на европском првенству 2004, 2008. и 2012. као и на светском првенству 2006, 2010 и 2014. На Мундијалу 2006. био је стрелац јединог гола у победи Холандије над Србијом и Црном Гором.
Реал Мадрид је на крају обезбедио трансфер Робена у августу 2007.

### Реал Мадрид
Робен је завршио свој прелазак у Реал Мадрид на основу петогодишњег уговора 22. августа 2007, са укупним износом трансфера од 24 фунти милиона. Дебитовао је 18. септембра као замена за Раула током утакмице Лиге шампиона против Вердера из Бремена, коју је Реал Мадрид победио са 2-1. Његов деби у Ла Лиги дошао је 23. септембра, као замена за Ројстона Дрентеа у ремију 1–1 у гостима против Реал Ваљадолида. Датума 10. фебруара 2008. Робен је постигао свој први гол, победом против Ваљадолида резултатом 7-0. Робен се показао кључним за многе мечеве Реал Мадрида, направио је своје чувене трке низ лево крило и брзо постао први избор за позицију левог везног, одигравши 28 наступа током своје дебитантске сезоне и постигао пет голова. Реал Мадрид је освојио титулу Лиге са више утакмица до краја, а већ је био шампион Шпаније када је играо са својим највећим ривалом Барселоном 7. маја 2008. Фудбалери Барселоне формирали су почасну гарду када је тим из Мадрида изашао на терен на стадиону Сантијаго Бернабеу, а Робен је одиграо важну улогу у следећој победи Реал Мадрида резултатом 4–1, постигавши други гол шампиона.
Робен је задржао своју кључну улогу у везном реду Реал Мадрида током сезоне 2008–09, играјући 35 пута и постигавши 8 голова. Иако је Холанђанин био један од најважнијих играча Шпаније у предсезонским утакмицама које су претходиле сезони 2009/10, пошто је постигао три гола и помогао да се постави још четири, био је међу играчима чије је место у првом тиму постало претио након доласка Флорентина Переза и потписивања уговора Кристијана Роналда и Кака. Реал Мадрид је прихватио понуду од око 25 евра милиона за Робена из минхенског Бајерна. Робен је тврдио да је био приморан да напусти Реал Мадрид, рекавши да није желео да оде, али је клуб желео да га прода.

### Бајерн Минхен
Он је 28. августа 2009. прешао у Бајерн Минхен за око 25 евра милиона. Добио је дрес са бројем 10, који је последњи пут носио његов колега Холанђанин Рој Макај. Робен је 9. марта 2010. постигао гол одлуке у поразу Бајерна резултатом 2–3 (укупно 4–4 у два меча) против Фиорентине, чиме се пласирао у четвртфинале Лиге шампиона 2009–10 головима у гостима.
Датума 7. априла 2010. Робен је послао Бајерн у полуфинале Лиге шампиона задивљујућим волејем против Манчестер јунајтеда са ивице терена у угао мреже. Утакмица се завршила резултатом 3–2 за Јунајтед (4–4 на укупном нивоу), а Бајерн је поново напредовао због голова у гостима.
Датума 17. априла 2010. постигао је свој први хет-трик у Бундеслиги против Хановера 96 у утакмици на Алијанц арени. Утакмица је завршена резултатом 7-0 за Баварце. 8. маја 2010. освојио је своју прву титулу у Бундеслиги са Бајерном након што је постигао два гола у њиховој победи над Хертом од 3–1, чиме је завршио као најбољи стрелац Бајерна.
Недељу дана касније, Бајерн је играо у финалу ДФБ-Покала против претходног шампиона турнира, Вердера из Бремена, на берлинском Олимпијастадиону. Бајерн је победио са 4–0, а Робен је постигао први гол за свој тим из пенала. Робен је тако помогао Баварцима да остваре своју 15. титулу у ДФБ-Покал. 25. маја 2010. Робен је проглашен за фудбалера године у Немачкој за 2010. Био је четврти странац и први Холанђанин који је освојио титулу. Сезону 2009/10 завршио је са 23 гола у 37 наступа.
Сезона 2010–11 почела је лоше за Робена, након што су медицински тестови потврдили да му тетиве колена нису правилно зарасле и да ће бити ван терена два месеца. Председник Бајерна Карл Хајнц Румениге изјавио је да је „Наравно, Бајерн Минхен веома љут” на Краљевски холандски фудбалски савез (КНВБ) и да ће од њих тражити компензацију, настављајући: „Још једном морамо да платимо рачун као клуб након играч је тешко повређен играјући за репрезентацију“. Датума 15. јануара 2011. вратио се у игру првог тима, ушао је као замена у гостујућем ремију 1–1 са ФК Волфсбург.
Робен је био номинован за награду за најбољег везног играча УЕФА Лиге шампиона, али је награда припала његовом међународном сународнику Веслију Снајдеру . Такође је номинован за престижну Златну лопту и ФИФА Пушкаш награду, која се додељује за најбољи гол године, а такође је номинован за FIFPro World XI 2010 тим захваљујући импресивној сезони са Бајерном из Минхена. Сезону 2010/11 завршио је са 13 голова у 17 наступа.
У реванш утакмици полуфинала Лиге шампиона 2011–12, против свог бившег клуба Реал Мадрида, којим је тада управљао Жозе Мурињо (који је био његов менаџер у Челсију), након што је Бајерн заостао са 2–0, Робен претворио је пенал и изједначио резултат на 3–3. Бајерн се пласирао у финале након победе у извођењу пенала.
Дана 3. маја 2012. објављено је да је Робен потписао нови уговор са Бајерном који ће трајати до 2015.
Робен је имао пенал за продужетке који је одбранио бивши саиграч Петр Чех у финалу Лиге шампиона 2012. на Алијанц арени против Челсија. Да је постигао гол, Бајерн Минхен би повео против Челзија са 2-1. Меч је, међутим, завршен извођењем једанаестераца који је победио Челси. То је било четврто финале великог купа у којем је био на страни губитника у последње две године (финале ФИФА Светског првенства, два финала Лиге шампиона и ДФБ-Покал). Три дана касније на истом стадиону, док је играо као замена у другом полувремену за Холандију у пријатељској утакмици против Бајерна из Минхена, неки незадовољни навијачи Бајерна су га исмевали сваки пут када би дотакао лопту (због промашаја пенала у Шампиону). финале лиге, а пошто током тог меча није играо на страни Бајерна због одлуке селектора Холандије Берта ван Марвајка). Утакмица је организована да би се компензовало Бајерну, пошто је Робен погоршао повреду играјући за Холандију на Светском првенству 2010. и пропустио неколико месеци сезоне 2010–11. Сезону 2011/12 завршио је са 19 постигнутих голова у 36 наступа.
У сезони 2012–13 играо је у немачком Суперкупу. Робен је почео сезону на клупи, пошто је менаџер Јуп Хајнкес преферирао да Томас Мулер почне на десном крилу, а Тони Кроос на позицији нападачког везног. Робен је кроз сезону играо као замена, али је своју шансу да почне поново након што се Крос повредио током утакмице Лиге шампиона против Јувентуса . Остатак сезоне је почео на десном крилу, вративши Милера у средину. Робен је почео против Борусије Дортмунд у четвртфиналу ДФБ-Покала и постигао једини гол на утакмици у 43. минуту. У полуфиналу Лиге шампиона против Барселоне, Робен је почео обе утакмице и постигао гол у обе утакмице, укључујући и гол за предност у реваншу. Бајерн би се потом вратио у финале на стадиону Вембли. Робен се искупио за промашај пенала претходне сезоне тако што је у 60. минуту помогао Мариу Манџукића да постигне гол, а затим постигао победнички гол у 89. минуту у победи над Борусијом из Дортмунда резултатом 2:1 и Бајерну донео пету Лигу шампиона/ титула европског купа. Током презентације УЕФА га је прогласила за најбољег играча утакмице. Отуда га од тада зову "господин Вембли". Сезону 2012/13 завршио је са 13 голова у 31 утакмици.
Робен је постигао своје прве голове у сезони 2013–14 у ДФЛ-Суперкупу 2013, поразом од Борусије Дортмунд резултатом 4–2. 9. августа 2013, његов почетни гол помогао је Бајерну да победи Борусију Менхенгладбах резултатом 3–1 у свом првом мечу у Бундеслигашкој кампањи 2013–14. 17. септембра постигао је гол на отварању Бајернове Лиге шампиона против московског ЦСКА на Алијанц арени. Постигао је још два гола током групне фазе Лиге шампиона ; у гостујућим победама против Манчестер ситија и ЦСКА пошто је Бајерн завршио као победник групе. 23. новембра, Робен је био један од три стрелца пошто је Бајерн победио ривала за титулу Борусију Дортмунд резултатом 3–0 на Вестфаленштадиону. 4. децембра, Робен је замењен дубоком посекотином на десном колену у победи ДФБ-Покал резултатом 2:0 у гостима код ФК Аугзбурга, што га је спречило да учествује на Светском клупском првенству у фудбалу 2013.
Дана 1. марта 2014, Робен је постигао хет-трик у победи Бајерна над Шалкеом 04 резултатом 5:1. 19. марта је потписао продужетак уговора са Бајерном који је предвиђао да остане у клубу до 2017. Робен је 9. априла постигао трећи гол Бајерна у четвртфиналу Лиге шампиона резултатом 3 : 1 против Манчестер јунајтеда, чиме је обезбедио пласман у полуфинале. Датума 17. маја, Робен је постигао први гол Бајерна у поразу од Борусије Дортмунд резултатом 2:0 у продужецима у финалу ДФБ-Покала 2014, што му је дало дупло место у трећој лиги и купу у пет сезона са тим клубом. Његов гол га је такође учинио првим играчем који је постигао гол у три одвојена финала ДФБ-Покала. Дана 13. јула, након победе у мечу за треће место на Светском првенству 2014, Луј ван Гал је позвао Робена да пређе са њим у Манчестер јунајтед, али је он одбио позив. Сезону 2013/14 завршио је са 21 голом у 45 наступа.
У Бајерновом првом мечу у сезони 2014–15 Бундеслиге, Робен је постигао један гол и асистирао другом док је тим победио Волфсбург са 2–1 22. августа 2014. 1. новембра је постигао победоносни гол из пенала против Борусије Дортмунд у Дер Класикеру . 16. децембра 2014, Робен је постигао свој 100. такмичарски гол за Бајерн Минхен на домаћем мечу против СЦ Фрајбурга.
Дана 21. фебруара 2015, Робен је постигао два гола у победи од 6-0 против СЦ Падерборна, што му је дало рекорд да је постигао гол против свих бундеслигашких тимова са којима се сусрео. Завршио је 2014–15 заједно са саиграчем Робертом Левандовским као други најбољи стрелац Бундеслиге са 17 голова. Ово је било упркос томе што је играч пропустио последња два месеца сезоне због повреде. Сезону 2014/15 завршио је са 19 голова у 30 наступа.
Робен је започео своју сезону 2015–16 постигавши уводни гол ДФЛ-Суперкупа против Волфсбурга. Утакмица је завршена нерешеним резултатом 1:1, а Робен је постигао гол у накнадном распуцавању, међутим Бајерн је поражен.
Робенов први гол у сезони Бундеслиге постигао је из једанаестерца у поразу од Бајера из Леверкузена резултатом 3:0 29. августа. Међутим, повреда задобијена шест дана касније када је играо за Холандију против Исланда у квалификацијама за УЕФА Еуро 2016, спречила га је да учествује у наредних девет утакмица Бајерна. Робен се 24. октобра вратио у тим Бајерна, одигравши 65 минута и постигао је први гол у победи од 4:0 против 1. ФК Келн, 1.000. победа клуба у Бундеслиги. Свој први наступ у Лиги шампиона ове сезоне имао је 4. новембра, постигао је гол након што је ушао као замена у победи Бајерна над Арсеналом резултатом 5–1. Сезону 2015/16 завршио је са седам голова у 22 наступа.
Робен, који се опоравља од повреде, изабран је за пријатељску утакмицу против СВ Липштата 08. Постигао је гол, непосредно пре него што је замењен због још једне повреде у 36. минуту. Робенова шестонедељна повреда довела је до тога да је пропустио неколико мечева. Вратио се тренинзима и остао на клупи до утакмице Бундеслиге 21. септембра против Херте БСЦ, где је ушао уместо Томаса Милера и постигао гол у победи од 3–0. Робен је постигао гол и у првој и у реванш утакмици осмине финала против Арсенала пошто је Бајерн победио укупним резултатом 10–2. Сезону 2016/17 завршио је са 16 голова у 37 наступа.
Робен је 16. јануара 2017. потписао једногодишње продужење уговора са Бајерном, чиме је остао у клубу до краја сезоне 2017–18. Постигао је гол десном ногом први пут од фебруара 2015. у победи од 4:0 над 1. ФСВ Мајнц 05 16. септембра. Робен је 18. октобра одиграо свој 100. наступ у Лиги шампиона у победи од 3-0 над Селтиком у утакмици групне фазе такмичења. 4. новембра, Робен је постигао задивљујући гол у победи од 3:1 над њиховом Борусијом Дортмунд у Дер Класикеру, што га је учинило најуспешнијим ненемачким стрелцем Бајерна у Бундеслиги и најуспешнијим холандским голгетером у Бундеслиги. Успео је да постигне два гола у победи од 6:0 у гостима над СЦ Падерборном, пошто је Бајерн прошао у полуфинале ДФБ-Покала 6. фебруара 2018. Робен је освојио своју седму титулу у Бундеслиги и поставио холандски рекорд освојивши своју 11. титулу домаће лиге у каријери надмашивши 10 титула домаће лиге холандске легенде Јохана Кројфа у каријери. Сезону 2017/18 завршио је са седам голова у 34 наступа.
Датума 11. маја 2018. Робен је потписао једногодишњи уговор; продуживши боравак до краја сезоне 2018–19.
Дана 12. августа је почео сезону играњем у ДФЛ-Суперкупу 2018. 58 минута и освојио титулу пошто је Бајерн победио Ајнтрахт из Франкфурта са 5-0. 27. новембра, Робен је постигао два гола у победи од 5-1 против СЛ Бенфике у Лиги шампиона. Робен је 2. децембра у интервјуу рекао: „Могу да кажем да је ово моја последња година [у Бајерну] и да је тако добро. Мислим да је то прави тренутак после десет година. Клуб иде даље, а ја ћу можда ићи даље. То је крај једног веома доброг и дугог периода.“
Датума 18. маја 2019. постигао је свој последњи лигашки гол за Бајерн у Бундеслиги чиме је победио Франкфурт са 5-1, што је значило да је Бајерн освојио 28. титулу у Бундеслиги, а Робен осму. 25. маја 2019, Робен је освојио свој пети ДФБ-Покал пошто је Бајерн победио ФК РБ Лајпциг са 3-0 у финалу ДФБ-Покала 2019. Сезону 2018/19 завршио је са шест голова у 19 наступа. На укупно 201 одиграној утакмици Бундеслиге постигао је 99 голова.
Робен је 4. јула 2019. објавио је своју одлуку да се повуче из фудбала.

### Повратак у Гронинген
Робен је 27. јуна 2020. најавио повратак у игру, потписавши за ФК Гронинген, клуб у којем је започео каријеру, у настојању да помогне тиму да се опорави од неуспеха изазваних Ковидом 19. Постигао је свој први гол за Гронинген у предсезонској пријатељској утакмици против Арминије Билефелд. 13. септембра 2020. дебитовао је за Гронинген против ПСВ-а, али је замењен после само 28 минута због повреде. После скоро седам месеци одсуства, вратио се као замена у поразу од ФЈ Херенвена 11. априла 2021. Робен се вратио у почетну поставу Гронингена 9. маја; пружио је две асистенције у победи против Емена резултатом 4-0.
Дана 15. јула 2021, Робен је објавио своје друго и коначно повлачење из професионалног фудбала.

## Међународна каријера
У априлу 2003. дебитовао је на међународној сцени Холандије у пријатељској утакмици против Португала са 19 година.

### Евро 2004
Робеново прво учешће на међународном турниру било је на УЕФА Еуро 2004. када је менаџер Дик Адвокат позвао млађе играче, као што су Весли Снајдер и Џон Хејтинга . Током групне фазе турнира, Адвокат је заменио Робена у 66. минуту и одбранио вођство од 2–1 над Чешком . Чеси су, међутим, тада постигли два гола и победили резултатом 3–2, што је довело до критика на рачун Адвокатове одлуке.
У четвртфиналу Робен је постигао одлучујући ударац у извођењу пенала између Холандије и Шведске, чиме је осигурао да Холанђани из петог покушаја коначно добију распуцавање.

### Светско првенство 2006.
Робен је играо у својој првој утакмици квалификација за Светско првенство 2006. 2006. У шест утакмица за Холандију, Робен је постигао два гола. Холандија се пласирала на Светско првенство 2006. године, а у првој утакмици против Србије и Црне Горе Робен је постигао победоносни гол у 18. минуту и проглашен за играча утакмице. У мечу против Обале Слоноваче, Робен је други пут добио ову награду, чиме је постао један од осам играча на турниру који су освојили вишеструке награде за најбољег играча.

### Евро 2008
Током Европског првенства у фудбалу 2008., нови холандски менаџер Марко ван Бастен променио је формацију тима на 4–2–3–1, преферирајући везни тројац Рафаела ван дер Варта, Веслија Снајдера и Дирка Кујта, док је Робен остављен да се бори за позицију са Робином ван Перси на крилу. У групној утакмици против Француске, коју је Холандија добила резултатом 4–1, Робен је уведен на полувремену. Одвукао је лопту ван домашаја одбрамбеног играча близу половине линије и кренуо испред тројице одбрамбених играча, а затим је убацио право до Ван Персија, који је упутио ударац у гол поред голмана Француске Грегорија Купеа. При резултату 2–0, Тијери Анри је постигао гол за Француску, постигавши резултат од 2–1, али скоро одмах након поновног старта, Робена је проиграо Снајдер и он је истрчао на гол Француске и био приморан у оштар угао, али упркос угао, убацио је лопту у мрежу поред Купеа.

### Светско првенство 2010.
Робена је одабрао нови менаџер Берт ван Марвијк за последњу селекцију Холандије од 23 играча за Светско првенство 2010. У последњој пријатељској утакмици тима против Мађарске, непосредно пре лета за Јужну Африку 4. јуна, Робен је незгодно пао и задобио повреду тетиве, што је изазвало забринутост због његове способности за турнир. Ван Марвајк је 5. јуна објавио да је „одлучио да не позове ниједну замену за Арјена. Желим да му пружим сваку шансу да и даље учествује на Светском првенству.“ Датума 12. јуна Робен је стигао у Јужну Африку да се придружи тиму. Био је неискоришћена замена у уводном мечу против Данске док су се приморали до победе од 2-0, и поново у победи од 1-0 против Јапана. Ушао је у игру током 73. минуту против Камеруна у њиховој победи од 2-1, погодивши стативу са које је Клас Јан Хунтелар постигао погодак из скока.
Датума 28. јуна 2010. Робен је започео свој први меч против Словачке у којем је постигао први гол у другом колу пошто је Холандија победила резултатом 2–1. Освојио је и награду за човека утакмице. Робен је постигао трећи гол добро постављеним ударцем главом у полуфиналу против Уругваја који је Холандија победила са 3-2 и стигла до финала. Робен је одиграо цео меч у финалу пошто је Холандија изгубила 1-0 од Шпаније. Робен је имао најбољу прилику Холандије на утакмици када је на гол уиграо Весли Снајдер у 62. минуту меча, али га је Икер Касиљас одбио. Робен је номинован за Златну лопту Светског првенства 2010, најбољег играча турнира, коју је освојио Дијего Форлан.

### Евро 2012
Робен је изабран да игра за Холандију на Еуру 2012. Почео је у првој утакмици групне фазе, поразом од Данске резултатом 1–0, у којој је савијеним напором погодио стативу. У следећем мечу, поразу од Немачке резултатом 2–1, прескочио је рекламне табле и прешао дуг пут након што је замењен Дирка Кујта јер је мислио да је могао да инспирише Холандију на победу. После пораза од Португала резултатом 2-1, Холандија је испала са три узастопна пораза.

### Светско првенство 2014.
У првој утакмици Холандије на Светском првенству 2014, Робен је постигао два гола у победи над Шпанијом резултатом 5-1. У другој утакмици групне фазе Холандије, победивши Аустралију резултатом 3–2, Робен је постигао почетни гол за тим док су се квалификовали за нокаут фазу. У нокаут утакмици осмине финала против Мексика, Холандија је победила пеналом који је досуђен након што је Робен пао после изазова Рафаела Маркеза. Associated Press је рекао да Робенов "позоришни" пад "није мало ублажио дебату о његовој репутацији роњења". Робен је тврдио да је казна био тачан, али је признао да је лако пао раније у мечу, рекавши за холандски ТВ канал да је „онај [на крају] био пенал, али је други био скок у првом полувремену. Не би требало то да радим."
У четвртфиналу, Робен је постигао други ударац Холандије у поразу од Костарике 4-3 из пенала. Датума 11. јула Робен је уврштен у ужи избор за Златну лопту за најбољег играча турнира.
Робен је 28. августа 2015. именован за капитена Холандије, заменивши Робина ван Персија.

### Светско првенство 2018.
Робен се 10. октобра 2017. повукао из међународног фудбала након неуспешне квалификационе кампање за Светско првенство 2018. За Орање је од 2003. до 2017. године одиграо 96 утакмица и постигао 37 голова.

## Стил игре
Током већег дела своје каријере, Робен је важио за једног од најбољих крилних играча на свету, а ЕСПН је навео да је „способан да се бори против дефанзиваца и да их победи на капаљку, Робенова способност да дође до реда и прецизно изведе крстови уливају страх у сваку одбрану“. Обично распоређен на десном крилу, Робен често сече левом ногом да би прешао на више централну позицију у нападу, и користи своју брзину и вештину дриблинга да би се супротставио одбрамбеним играчима док не нађе простора да покуша са голом.
Он је претежно левоноги играч. Током меча често је прелазио на лево крило, а његов саиграч, у случају Бајерна из Минхена, Франк Рибери, прелазио је на десно. Још један фактор у његовом стилу игре је његов однос са десним беком. У Бајерну је ово партнерство са Филипом Ламом имало користи за ефикасност и хемију тима. Робенов одбрамбени рад се побољшао када је отишао у Бајерн где често прати и покрива свог играчког партнера када гура напред и постаје привремени десни бек.
Робена су често оптуживали за лажирање повреда, а понекад је и отворено признао оптужбе. У децембру 2011, Робен се извинио због скока против ВфЛ Бохума у мечу ДФБ-Покал који му је донео жути картон, рекавши: „Не смем да радим овакве ствари“. Робенов бивши менаџер у Челсију, Жозе Мурињо, рекао је да Робенова брзина и креативност доводе до тога да противници који не могу да га спрече да га фаулирају, али „понекад [Робен] покушава да дође до предности или да добије пенал“.

## Лични живот
Робен се оженио својом девојком Бернадиен 9. јуна 2007. у Гронингену. Њих двоје су се упознали док су били у средњој школи и имају два сина, Луку (рођен 2008) и Каија (рођен 2012) и ћерку Лин (рођену 2010).
Робенов отац, Ханс, ради као његов агент.

## Спонзорства
Он има спонзорски уговор са немачким произвођачем спортске одеће и опреме Адидас.
Робен се појављује у серији видео игара ЕА Спортс ФИФА и био је трећи играч са највећом оценом у ФИФА 15.

## Трофеји и награде

### ПСВ Ајндховен
- Првенство Холандије (1) : 2002/03.
- Суперкуп Холандије (1) : 2003.
- Куп мира (1) : 2003.

### Челси
- Првенство Енглеске (2) : 2004/05, 2005/06.
- Куп Енглеске (1) : 2007.
- ФА Комјунити шилд (1) : 2005.
- Лига куп Енглеске (2) : 2005, 2007.

### Реал Мадрид
- Првенство Шпаније (1) : 2007/08.
- Суперкуп Шпаније (1) : 2008.

### Бајерн Минхен
- Првенство Немачке (8) : 2009/10, 2012/13, 2013/14, 2014/15, 2015/16, 2016/17, 2017/18, 2018/19.
- Куп Немачке (5) : 2009/10, 2012/13, 2013/14, 2015/16, 2018/19.
- Суперкуп Немачке (5) : 2010, 2012, 2016, 2017, 2018.
- Телеком куп Немачке (4) : 2013, 2014, 2017. (зимски), 2017. (летњи)
- Лига шампиона (1) : 2012/13. (финале 2009/10, 2011/12).
- УЕФА суперкуп (1) : 2013.
- Светско клупско првенство (1) : 2013.

### Репрезентација Холандије
- Светско првенство : финале 2010.
- Светско првенство : треће место 2014.

### Личне награде
- Холандски млади играч године 2003.
- Тим сезоне Премијер лиге 2005.[166]
- Најлепши гол Премијер лиге за децембар 2005.
- Најбољи млади играч Европе године 2005.